# Zizina antanossa
Zizina antanossa е вид пеперуда от семейство Синевки (Lycaenidae). Видът не е застрашен от изчезване.

## Разпространение и местообитание
Разпространен е в Ангола, Бенин, Ботсвана, Буркина Фасо, Бурунди, Габон, Гамбия, Гана, Гвинея, Гвинея-Бисау, Демократична република Конго, Джибути, Екваториална Гвинея, Еритрея, Етиопия, Замбия, Зимбабве, Йемен, Камерун, Кения, Коморски острови, Кот д'Ивоар, Лесото, Либерия, Мавриций, Мадагаскар, Малави, Мали, Мозамбик, Намибия, Нигер, Нигерия, Реюнион, Руанда, Сао Томе и Принсипи, Свазиленд, Сиера Леоне, Сомалия, Танзания, Того, Уганда, Централноафриканска република, Чад, Южен Судан и Южна Африка.
Обитава гористи местности и савани.